# Afonso IV av Kongo
Afonso IV av Kongo, död 1760, var kung av Kongo mellan 1758 och 1760.